# Contea di Emmons
La contea di Emmons in inglese Emmons County è una contea dello Stato del Dakota del Nord, negli Stati Uniti. La popolazione al censimento del 2000 era di 4 331 abitanti. Il capoluogo di contea è Linton.